# Селце Жумберачко
Селце Жумберачко (хрв. Selce Žumberačko) је насељено место у саставу града Самобора, Загребачка жупанија, Хрватска.

## Историја
До територијалне реорганизације у Хрватској било је у саставу старе загребачке приградске општине Самобор.

## Становништво
У попису становништва из 2011. године, Селце Жумберачко је имало 4 становника.
| Број становника према пописима | Број становника према пописима | Број становника према пописима | Број становника према пописима | Број становника према пописима | Број становника према пописима | Број становника према пописима | Број становника према пописима | Број становника према пописима | Број становника према пописима | Број становника према пописима | Број становника према пописима | Број становника према пописима | Број становника према пописима | Број становника према пописима | Број становника према пописима |
| ------------------------------ | ------------------------------ | ------------------------------ | ------------------------------ | ------------------------------ | ------------------------------ | ------------------------------ | ------------------------------ | ------------------------------ | ------------------------------ | ------------------------------ | ------------------------------ | ------------------------------ | ------------------------------ | ------------------------------ | ------------------------------ |
| 1857                           | 1869                           | 1880                           | 1890                           | 1900                           | 1910                           | 1921                           | 1931                           | 1948                           | 1953                           | 1961                           | 1971                           | 1981                           | 1991                           | 2001                           | 2011                           |
| 27                             | 42                             | 41                             | 42                             | 39                             | 48                             | 38                             | 39                             | 32                             | 31                             | 34                             | 37                             | 20                             | 12                             | 7                              | 4                              |

Напомена: До 1900. исказивано под именом Селце.